# Rue Albin-Haller (Nancy)
Pour les articles homonymes, voir Rue Albin-Haller.
La rue Albin-Haller est une voie de la commune française de Nancy, située au sein du quartier Boudonville - Scarpone - Libération, dans le département de Meurthe-et-Moselle, en région Lorraine (Grand Est).

## Origine du nom
Elle porte le nom du chimiste français Albin Haller (1849-1925)

## Bâtiments remarquables et lieux de mémoire
- n°2 : maison Noblot les Pins  construite en 1912 par l’architecte Émile André

la maison fait l'objet d’une inscription au titre des monuments historiques par arrêté du 15 janvier 1975.